# Guerre de 2023 au Haut-Karabagh
Pour un article plus général, voir Conflit du Haut-Karabagh.
Conflit frontalier au Haut-Karabagh
Batailles
- Guerre de 1988-1994
- Affrontements de Mardakert de 2008
- Affrontements de 2010
- Affrontements de Mardakert de 2010
- Affrontements de 2012
- Affrontements de 2014
- Destruction d'un hélicoptère en 2014
- Guerre d'Avril
- Affrontements de 2018
- Affrontements de juillet 2020
- Guerre de 2020
- Opération Farukh
- Guerre de 2023

La guerre de 2023 au Haut-Karabagh ou invasion du Haut-Karabagh par l'Azerbaïdjan est la prise de contrôle rapide de la république du Haut-Karabagh, du 19 au 20 septembre 2023, par les forces armées de l'Azerbaïdjan, selon ce dernier pour des raisons d'« antiterrorisme »,. Elle succède et marque le point final du blocus du Haut-Karabagh en cours depuis décembre 2022, le gouvernement du président Ilham Aliev souhaitant prendre le contrôle total de la république autoproclamée du Haut-Karabagh, déjà partiellement conquise à la suite de la guerre de 2020,.
Dans le contexte régional, cette invasion militaire fait partie du conflit du Haut-Karabagh qui dure depuis l'indépendance de l'Arménie et de l'Azerbaïdjan une trentaine d'années plus tôt. Le conflit se traduit plus récemment par une suite d'accrochages frontaliers survenus depuis 2021 entre l'Arménie et l'Azerbaïdjan.
Au terme de vingt-quatre heures de combats, les soldats de la république du Haut-Karabagh (Artsakh) déposent les armes. Un cessez-le-feu ainsi qu'une trêve sont décrétés au début de la journée du 20 septembre à la suite de la médiation des forces de maintien de la paix russes présentes sur place. Des négociations se tiennent à partir du 21 septembre. Le 28, Samvel Chakhramanian, président de la république du Haut-Karabagh, annonce la dissolution par décret de celle-ci — effective au 1er janvier 2024 — sur fond d'exode forcé de la totalité de la population vers l'Arménie voisine.

## Contexte
Commencé pendant la dislocation de l'URSS, le conflit du Haut-Karabagh est l'un des plus anciens conflits post-soviétiques, à enjeux ethniques et territoriaux, opposant l'Arménie et l'Azerbaïdjan, indépendantes en 1991, à propos de la région du Haut-Karabagh, habitée principalement par des Arméniens et ayant formé, au temps de l'URSS, un oblast autonome au sein de l'Azerbaïdjan soviétique. De 1991 à 2020, il fut entièrement revendiqué et partiellement contrôlé par la République d'Artsakh, entité séparatiste non officiellement reconnue (pas même par l'Arménie), qui, selon le droit international, est considérée comme faisant partie de l'Azerbaïdjan. Depuis la fin de la guerre de 2020, l'Azerbaïdjan contrôle un tiers du Haut-Karabagh ainsi que les sept districts environnants autrefois occupés par ce dernier.
Après la seconde guerre du Haut-Karabagh de 2020, une crise frontalière a débuté entre l'Arménie et l'Azerbaïdjan sur fond de tension diplomatique entre les deux États et ce malgré les accords du cessez-le-feu. L'Azerbaïdjan, ayant remporté cette guerre, est alors en position de force. Depuis lors, l'Azerbaïdjan a annulé son offre de statut spécial ou d'autonomie des Arméniens du Haut-Karabagh et promeut en lieu et place leur « intégration » en Azerbaïdjan. Les incursions militaires de l'Azerbaïdjan en 2021 et 2022 lui ont permis de redessiner en sa faveur la frontière entre les deux pays en s'emparant de hauteurs stratégiques. Les médiateurs internationaux et les organisations de défense des droits de l'homme mettent quant à eux l'accent sur le droit à l'autodétermination de la population arménienne locale.
Une élection présidentielle a eu lieu en Artsakh le 9 septembre 2023.
La propagande officielle de Bakou contient toujours des éléments expansionniste et qualifie la République d'Arménie d'« Azerbaïdjan occidental ».

## Déroulement chronologique
Le 19 septembre 2023, l'Azerbaïdjan attaque le Haut-Karabagh prétextant une opération antiterroriste après la mort de quatre soldats azerbaïdjanais à la suite de l'explosion d'une mine, attribuée à des séparatistes arméniens,. Dans un communiqué publié par le ministère de la Défense azerbaïdjanais, les responsables ont déclaré qu'ils lançaient des « activités antiterroristes locales » pour « réprimer les provocations à grande échelle » ainsi que « désarmer et garantir le retrait des formations des forces armées arméniennes de nos territoires, (et) de neutraliser leurs infrastructures militaires » dans le territoire contrôlé par le Haut-Karabagh. Les forces armées azerbaïdjanaises bombardent le Haut-Karabagh. Des drones kamikazes israéliens et des drones de combat turcs auraient été utilisés par les forces azerbaïdjanaises contre la capitale du Haut-Karabagh, Stepanakert. Dans la soirée du 19 septembre, le nombre de civils évacués était de 7 000.

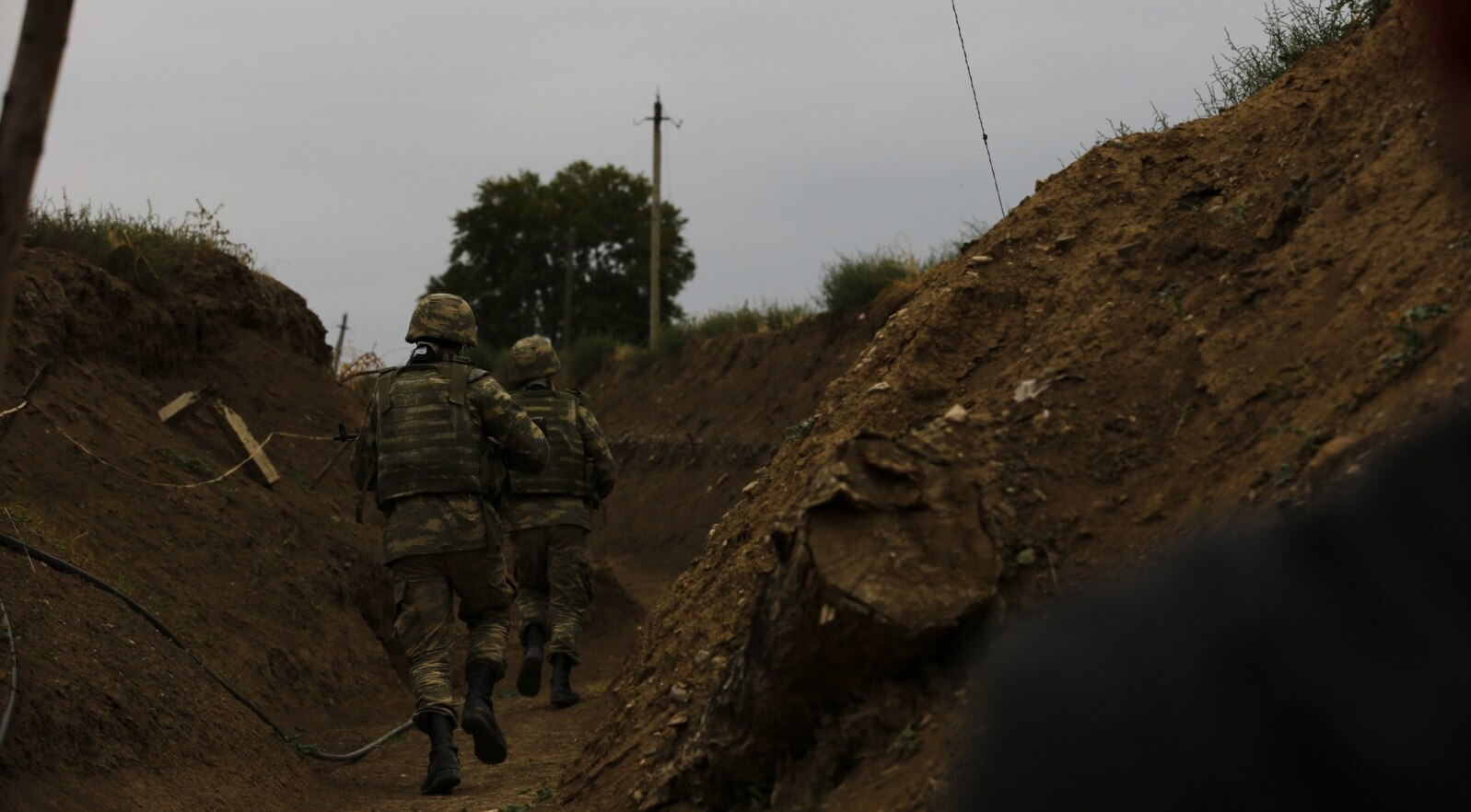
Soldats azerbaïdjanais au combat en 2023.

Le 20 septembre, les séparatistes arméniens annoncent déposer les armes. Un cessez-le-feu est annoncé dans la foulée par le ministre de la Défense azerbaïdjanais dans la région séparatiste du Haut-Karabagh. Une trêve est également annoncée avec la préparation de négociations quant à l'intégration de ces territoires et le désarmement des forces présentes sur place. Les discussions doivent avoir lieu dans la ville de Yevlax en Azerbaïdjan le lendemain. Le même jour, un véhicule des soldats de maintien de la paix russes est pris pour cible, l'équipage est mort, annonce le ministère de la Défense de Russie.

## Évacuations de la quasi-totalité de la population du Haut-Karabagh
L'Azerbaïdjan remet aux autorités du Haut-Karabagh une liste de personnes dont il demande l'extradition vers Bakou pour l'ouverture d'un couloir humanitaire vers l'Arménie, rapporte le média arménien Hraparak. 
Le 21 septembre, des négociations s'engagent entre l'Azerbaïdjan et les séparatistes arméniens avec la présence de la mission de maintien de la paix russe, mais sans celle d'une délégation de l'Arménie. En parallèle de la réunion, des tirs sont entendus à Stepanakert, capitale de la région séparatiste. Selon les rapports, l'ancien colonel de l'Armée de défense du Haut-Karabagh, Karen Jalvyan, et ses soldats auraient refusé de déposer les armes. Le 22 septembre, Hikmet Hajiyev, conseiller en politique étrangère du président azerbaïdjanais, déclare que le pays peut accorder une amnistie aux militaires du Haut-Karabagh s'ils déposent les armes. L'armée du Haut-Karabagh a entamé le processus de remise d'armes et de munitions, selon le ministère russe de la Défense. Selon des rapports, l'Azerbaïdjan aurait donné trois jours aux séparatistes pour remettre leurs armes. Stepanakert est encerclée le jour même.
La Hongrie bloque une déclaration commune de 27 pays de l'Union européenne condamnant l'offensive azerbaïdjanaise au Karabagh.
David Babaïan, conseiller du président du Haut-Karabagh, dément que l'Azerbaïdjan a fourni une aide humanitaire au Karabagh comme cela a été rapporté par les médias azerbaïdjanais. Il affirme également qu'aucun accord n'a été conclu avec l'Azerbaïdjan concernant les garanties de sécurité ou l'amnistie. Le 23 septembre, les soldats de maintien de la paix russes ont déclaré avoir assuré la livraison de 50 tonnes d'aide humanitaire au Haut-Karabagh. Pendant ce temps, le média Re:public of Artsakh affirme que les habitants du Karabagh stationnés à la base des soldats de maintien de la paix russes se trouvent là-bas dans des « conditions insupportables », sans nourriture ni eau.

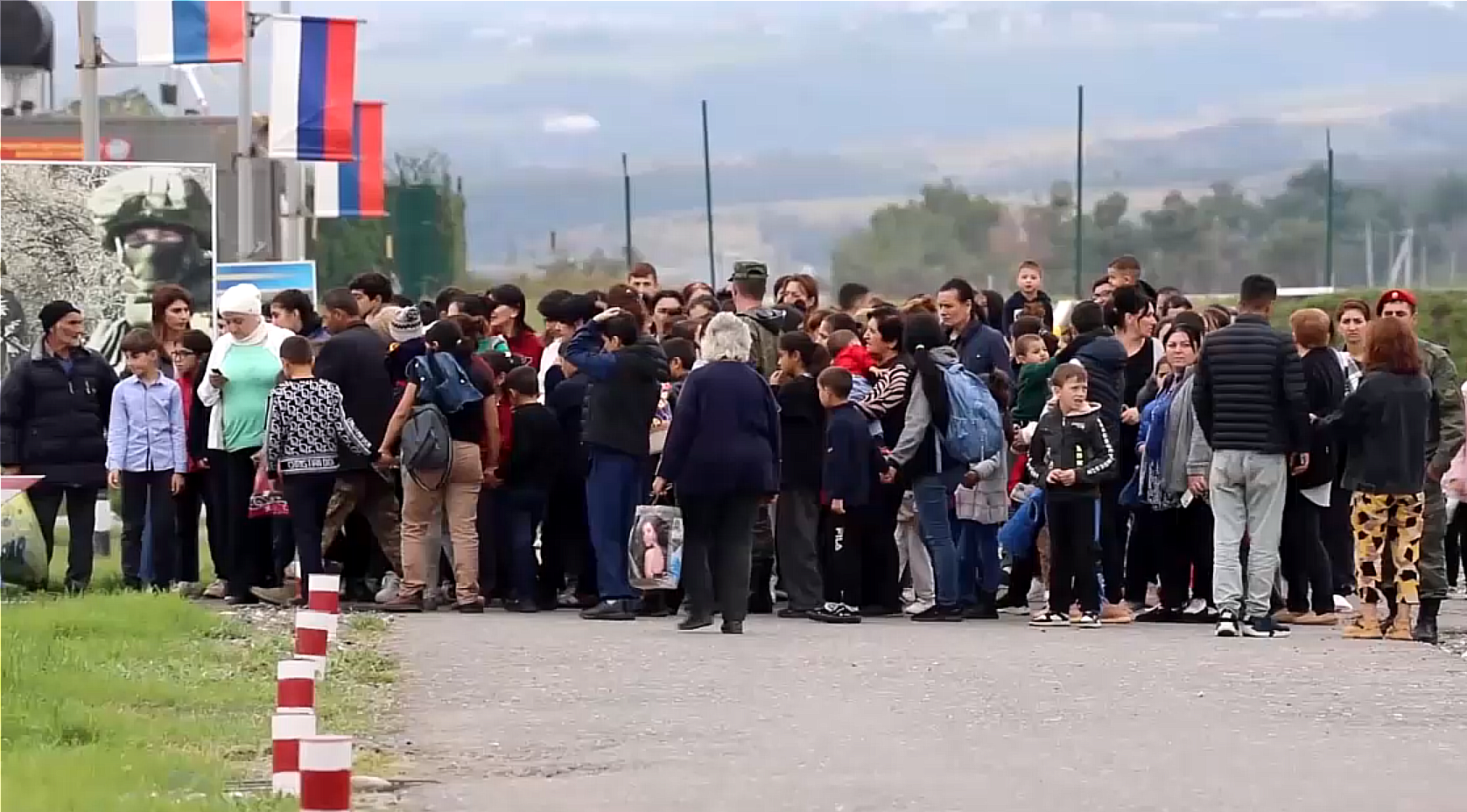
Évacuation d'Arméniens du Haut-Karabagh.

L'Institut Lemkin pour la prévention du génocide rapporte que des informations proviennent du Haut-Karabagh faisant état de crimes graves commis par l'armée azerbaïdjanaise contre des civils,,. « Nous espérons que ce n’est pas vrai, mais nous avons toutes les raisons de croire que c’est le cas », ont-ils déclaré.
Le quartier général de l'information du Haut-Karabagh rapporte qu'aucun militaire azerbaïdjanais n'est entré dans Stepanakert et que des soldats de maintien de la paix russes sont stationnés à la périphérie de la ville. Le contingent russe de maintien de la paix rapporte qu'un militaire azerbaïdjanais a été blessé à la suite d'une violation du cessez-le-feu dans la région de Martakert. Le média Re:public of Artsakh rapporte que les troupes azerbaïdjanais creusent des tranchées sur toute la longueur du contact avec Stepanakert et ses environs.
Le 24 septembre, l'évacuation des civils du Haut-Karabagh vers l'Arménie commence après l'ouverture du point de passage entre l'Azerbaïdjan et l'Arménie. Le 25 septembre, le deuxième cycle de négociations a lieu entre le Haut-Karabagh et l'Azerbaïdjan. Elles se concentrent sur l'assistance humanitaire et médicale. Le 26 septembre, les autorités annoncent qu'au moins 28 000 habitants du Haut-Karabagh ont trouvé refuge en Arménie. Le lendemain, le chiffre dépasse les 50 000.
L'Azerbaïdjan déclare que 192 soldats azerbaïdjanais avaient été tués et 511 blessés lors des récents combats.
Le Service d'urgence du ministère de l'Intérieur du Haut-Karabagh appelle les habitants à ne pas brûler leurs appartements, magasins et autres objets importants jusqu'à ce que toute la population du Karabagh se déplace en Arménie.
Le 28 septembre, le président du Haut-Karabagh, Samvel Chakhramanian, signe un décret dissolvant la république dans la période avant le 1er janvier 2024.
Le troisième cycle de négociations entre les représentants de Stepanakert et Bakou se tient à Yevlakh.
Le 30 septembre, il est annoncé que l'ONU allait déployer une mission dans la région. Elle évaluera les besoins humanitaires des habitants. Le nombre de réfugiés du Haut-Karabagh dépasse les 100 000 personnes, rapportent les autorités arméniennes.
Le 4 octobre, Chakhramanian se réfugie en Arménie. Le 15 octobre, l'armée azerbaïdjanaise entre dans Stepanakert et le président Aliyev hisse le drapeau du pays.
Le gouvernement en exil de la République d'Artsakh s'installe le 16 octobre 2023 dans les locaux de la représentation diplomatique à Erevan. Alors que des déplacés arméniens du Haut-Karabagh y organisent le 20 octobre une manifestation à ses abords, Chakhramanian déclare avoir signé le décret de dissolution dans le but de préserver les vies des civils d'un assaut azéri. Il ajoute qu'« aucun document » ne peut abolir « la République d'Artsakh[, qui] n'est pas dissoute ».

## Prisonniers arméniens
Le 27 septembre, l'armée azerbaïdjanaise arrête l'ancien chef du gouvernement du Haut-Karabagh Ruben Vardanian. Il a été arrêté dans le couloir de Latchine, à la sortie du territoire du Haut-Karabagh. Un tribunal de Bakou place en détention Ruben Vardanyan. Il risque au moins 12 ans de prison.
Le 29 septembre, les forces de sécurité azerbaïdjanaises arrêtent l'ancien ministre de la Défense du Haut-Karabagh, Levon Mnatsakanyan.
Le conseiller du président du Haut-Karabagh, David Babayan, déclare qu'il avait décidé de se rendre aux autorités azerbaïdjanaises. Le bureau du procureur général d'Azerbaïdjan annonce la détention de David Babayan.
Le 3 octobre 2023, les quatre derniers anciens présidents du Haut-Karabagh sont arrêtés par les services de sécurité azéris.

## Bilan humain et matériel
À la date du 28 septembre, le bilan est de 213 morts chez les séparatistes arméniens. L'Azerbaïdjan affirme sa part que 192 militaires et un civil ont été tués dans l'offensive. Certaines sources évoquent plus de 600 morts, civils et militaires confondus.

## Réactions

Réactions internationales au conflit du Haut-Karabagh de 2023.
----
Azerbaïdjan
Pays soutenant l'Azerbaïdjan
----
Arménie et Haut-Karabagh
Pays condamnant l'Azerbaïdjan
----
Pays neutre appelant à la paix

### États

#### Arménie
Le Premier ministre arménien, Nikol Pachinian, a déclaré que les forces armées arméniennes n'étaient pas impliquées dans les combats et n'étaient pas stationnées au Haut-Karabagh. Il a également réitéré que la situation à la frontière entre l'Arménie et l'Azerbaïdjan était stable et a déclaré que l'Azerbaïdjan tentait de procéder au nettoyage ethnique de la région. Pachinian a également déclaré que le but de l'Azerbaïdjan était d'entraîner l'Arménie dans un affrontement militaire.
Des centaines de manifestants se sont rassemblés devant les bâtiments gouvernementaux de la capitale Erevan, dénonçant ce qu'ils considèrent comme de l'indulgence de la part de Pachinian à l'égard de l'Azerbaïdjan et de la faiblesse au Haut-Karabagh, certains appelant à un coup d'État et à la destitution du premier ministre. Pachinian a dénoncé ces manifestations en déclarant : « Nous ne devons pas permettre à certaines personnes, à certaines forces de porter un coup à l'État arménien ».

#### Azerbaïdjan
Hikmet Hajiyev, conseiller du président azerbaïdjanais, a déclaré que Bakou ne serait prêt à parler aux Arméniens du Haut-Karabagh qu'une fois qu'ils auraient hissé le drapeau blanc et désarmé. Il a également ajouté que l'Azerbaïdjan n'a aucun objectif militaire en Arménie.

#### France
La France est le premier pays européen à avoir condamné l'assaut azerbaïdjanais sur le Haut-Karabagh. Le ministère français des Affaires étrangères a déclaré le jour même qu'aucun prétexte ne pouvait justifier l'opération militaire lancée par l'Azerbaïdjan dans le Haut-Karabagh. La France a également demandé l'organisation d'une réunion d'urgence du Conseil de sécurité des Nations unies.

#### Iran
L'Iran s'est rapproché de l'Arménie en 2022 et la politique de Téhéran envoie un soutien actif à l'Arménie en contrepoids à l'Azerbaïdjan dont les relations sont tendues du fait que l'Azerbaïdjan est un proche allié d'Israël. Bien que l'Iran soutienne officiellement l'intégrité territoriale de l'Azerbaïdjan, la persécution des membres du Mouvement de résistance islamique d'Azerbaïdjan (une organisation et un groupe armé chiite) par le pouvoir de Bakou a augmenté l'hostilité entre les deux pays. L'arrestation du militant chiite Yunis Safarov a augmenté la méfiance de l'Azerbaïdjan envers l'Iran, certains journaux ont notamment accusés l'Iran et l'Arménie d'avoir préparé une attaque. De plus, l'Iran a mené plusieurs exercices militaires près de la frontière azerbaïdjanaise et a menacé à plusieurs reprises l'Azerbaïdjan en 2023 en cas d'attaque contre le territoire de la république d'Arménie.
L'Iran s'oppose à la remise en cause des frontières dans le Caucase et critique les discours irrédentistes de Bakou à destination de sa population azérie du Nord. La République islamique a demandé à Bakou de renoncer à l'ouverture d'un corridor en territoire arménien visant à lui permettre de disposer d'un accès direct à son exclave du Nakhitchevan et, au-delà, à la Turquie. Elle a proposé comme solution de rechange au corridor sud-arménien une voie de passage qui transiterait sur son propre territoire, dans le but de détourner Bakou de ses tentations annexionnistes vis-à-vis de l'Arménie. Le 6 octobre 2023, l'Azerbaïdjan et l'Iran ont signé un protocole d'intention pour la construction d'une voie ferrée.
L'Iran a accusé Israël d'avoir participé à l'escalade, affirmant qu'il ne tolérera aucune « initiative sioniste visant à remanier les frontières dans la région ».

#### Israël
L'aide israélienne sous forme de renseignements et de matériels militaires a été décisive,. Israël est le premier fournisseur d'armes de l'Azerbaïdjan et soutient ce pays depuis le début de la guerre du Haut-Karabagh de 1991. Israël représente 27 % des principales importations d'armes de l'Azerbaïdjan de 2011 à 2020, puis 69 % de 2016 à 2020. Par ailleurs, Elta Systems, une filiale d'Israel Aerospace Industries (IAI), a effectué une cartographie du Haut-Karabakh « qui a aidé les forces azéries à mener leurs opérations sur le champ de bataille pendant la guerre. »
En 2023, une semaine avant le nouveau conflit, Israël a livré de nombreuses armes à l'Azerbaïdjan, dont des drones kamikazes IAI Harop, également utilisés pendant la seconde guerre du Haut-Karabagh de 2020. Les forces armées de l'Azerbaïdjan ont également testé un missile israélien avancé livré par un cargo une semaine avant le conflit alors que les tensions arméno-azerbaïdjanaise étaient vives.

#### Russie
La porte-parole du ministère russe des Affaires étrangères, Maria Zakharova, a déclaré dans un communiqué que la Russie était « profondément alarmée par cette forte escalade »,.
Les troupes russes déployées dans la région pour préserver la paix ne se sont pas interposées face à l'offensive azérie, ce qui suggère qu'un accord préalable entre Moscou et Bakou pourrait avoir été passé. Le changement de position de la Russie pourrait être lié à la guerre en Ukraine. Deux jours avant le début de l'invasion de ce pays en février 2022, le Kremlin recevait le président azéri Aliev pour signer un pacte d'alliance. Depuis, l'Azerbaïdjan est devenu une plate-forme de réexportation du pétrole russe et ainsi un partenaire-clé pour contourner les sanctions occidentales. Plusieurs dirigeants politique et militaires arméniens du Haut-Karabakh, qui s'étaient placés sous la protection des forces russes, ont été arrêtés par les autorités de Bakou, sans que Moscou n'intervienne.
Dmitri Peskov, porte-parole de la présidence russe, dément également les accusations de l'Arménie selon lesquelles les soldats de maintien de la paix du pays n'ont pas réussi à protéger le Haut-Karabagh de l'attaque azerbaïdjanaise, les qualifiant de « sans fondement ». Une semaine avant les combats, le président Vladimir Poutine déclare que son pays ne pourrait rien faire si l'Arménie avait déjà reconnu le Haut-Karabagh comme partie de l'Azerbaïdjan, faisant référence aux déclarations faites par Pashinian en mai qui semblait reconnaître la souveraineté de l'Azerbaïdjan sur le Haut-Karabagh en échange de garanties de sécurité envers la population arménienne.

#### Turquie
Hakan Fidan, le ministre des Affaires étrangères, a offert son soutien diplomatique à l'Azerbaïdjan, déclarant que leur opération militaire était « justifiée » et que « l'Azerbaïdjan a pris les mesures qu'elle juge nécessaires sur son propre territoire souverain ».

#### États-Unis et Union européenne
Face à l'absence de soutien russe, le premier ministre Nikol Pachinian a cherché des appuis du côté occidental, mais sans trouver de réel soutien. Les États-Unis et l'Union européenne se réjouissent de la dégradation des relations entre l'Arménie et Moscou mais entendent ne pas s'aliéner l'Azerbaïdjan. 
En juillet 2022, la présidente de la Commission européenne, Ursula von der Leyen, s'est rendue à Bakou pour accroître les importations de gaz naturel en provenance d'Azerbaïdjan sans assortir cet accord d'aucune condition concernant le Haut-Karabakh ou la répression des opposants politiques. Ce nouvel accord permet d'apporter quelque 15,6 milliards d'euros supplémentaires par an au budget de l'État azéri. 
Les Etats-Unis et l'Union européenne n'ont adopté aucune sanction contre Bakou à la suite de l'invasion du Haut-Karabakh, à l'inverse des sanctions massives décidées contre Moscou après l'invasion de l'Ukraine.

### Organisations internationales
Dès le 20 septembre via son porte-parole, le secrétaire général de l'Organisation des Nations unies (ONU), António Guterres, a appelé à un « arrêt immédiat des combats, à la désescalade et au respect plus strict du cessez-le-feu de 2020 et des principes du droit international humanitaire ». Une réunion d’urgence du Conseil de sécurité de l’ONU à la suite de l'appel de la France, est prévu le 21 septembre dans l'après-midi.